# ジャノメチョウ
ジャノメチョウ(蛇目蝶、学名：Minois dryas）は、タテハチョウ科ジャノメチョウ亜科ジャノメチョウ属に分類されるチョウの1種。 

## 特徴
ジャノメチョウ亜科ではヒメウラナミジャノメとともに、比較的よく見られる蝶。翅は表裏ともに一様に茶褐色で、前翅に2つ・後翅に1つの眼状紋があるが、他のジャノメチョウ亜科の蝶には多い金色の輪郭がないためあまり目立たない。前翅長は28-42ミリメ－トル。メスはオスよりも大型で、翅は丸みを帯びる。
幼虫はイネ科のススキ、スズメノカタビラ、ノガリヤスやカヤツリグサ科のヒカゲスゲ、ショウジョウズゲなどを、食草とする。食草の近くの草地に降り、食草には産みつけず放卵する。1-3齢の幼虫の形態で越冬する。 
年一化性で、成虫は7月から9月にかけて見られる。草原をゆるやかに飛翔し、樹液・獣糞・腐果によく訪れるほか、ジャノメチョウ亜科には珍しくノアザミ、ヒメジョオンなどの花の蜜を吸う。 

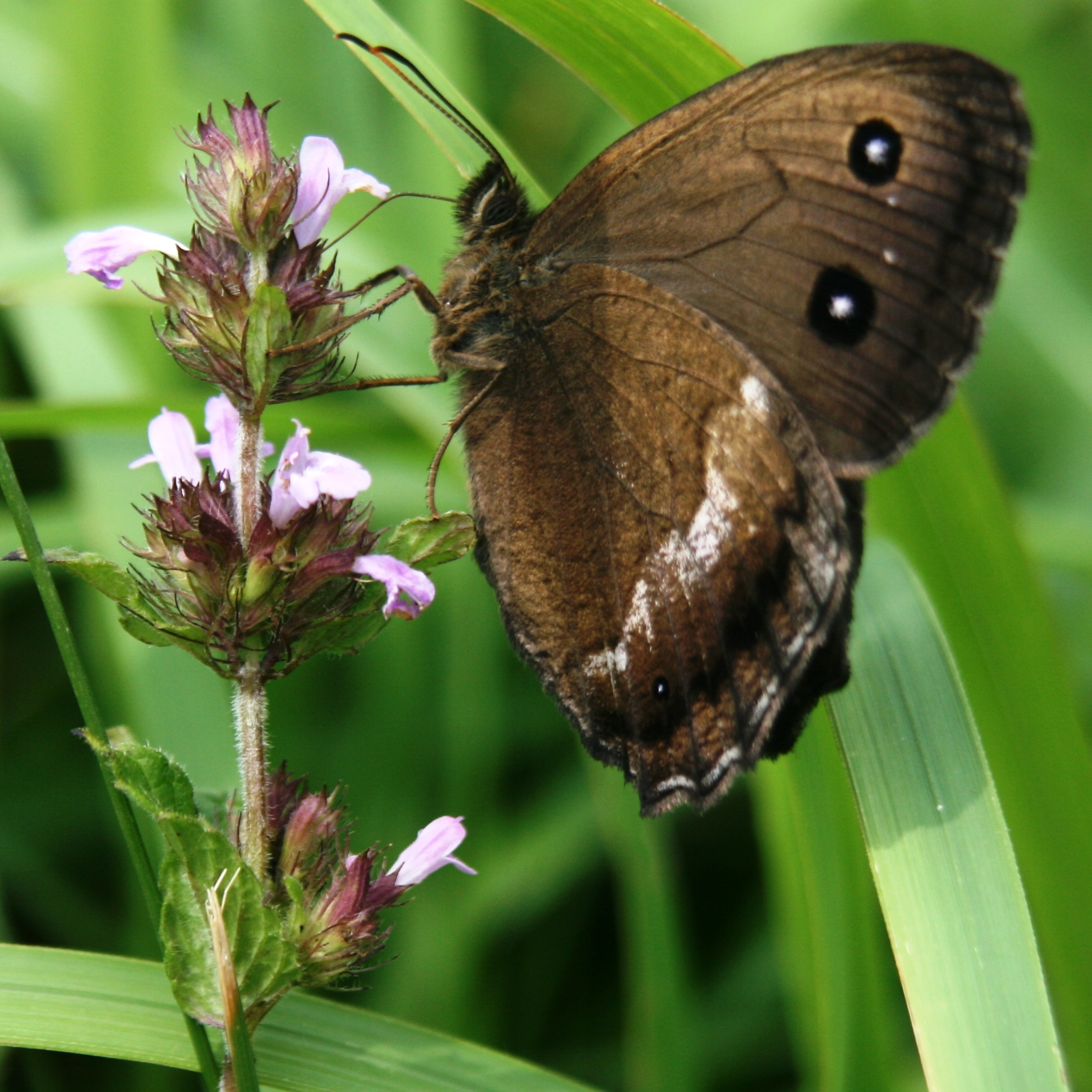
クルマバナを吸蜜中のオス
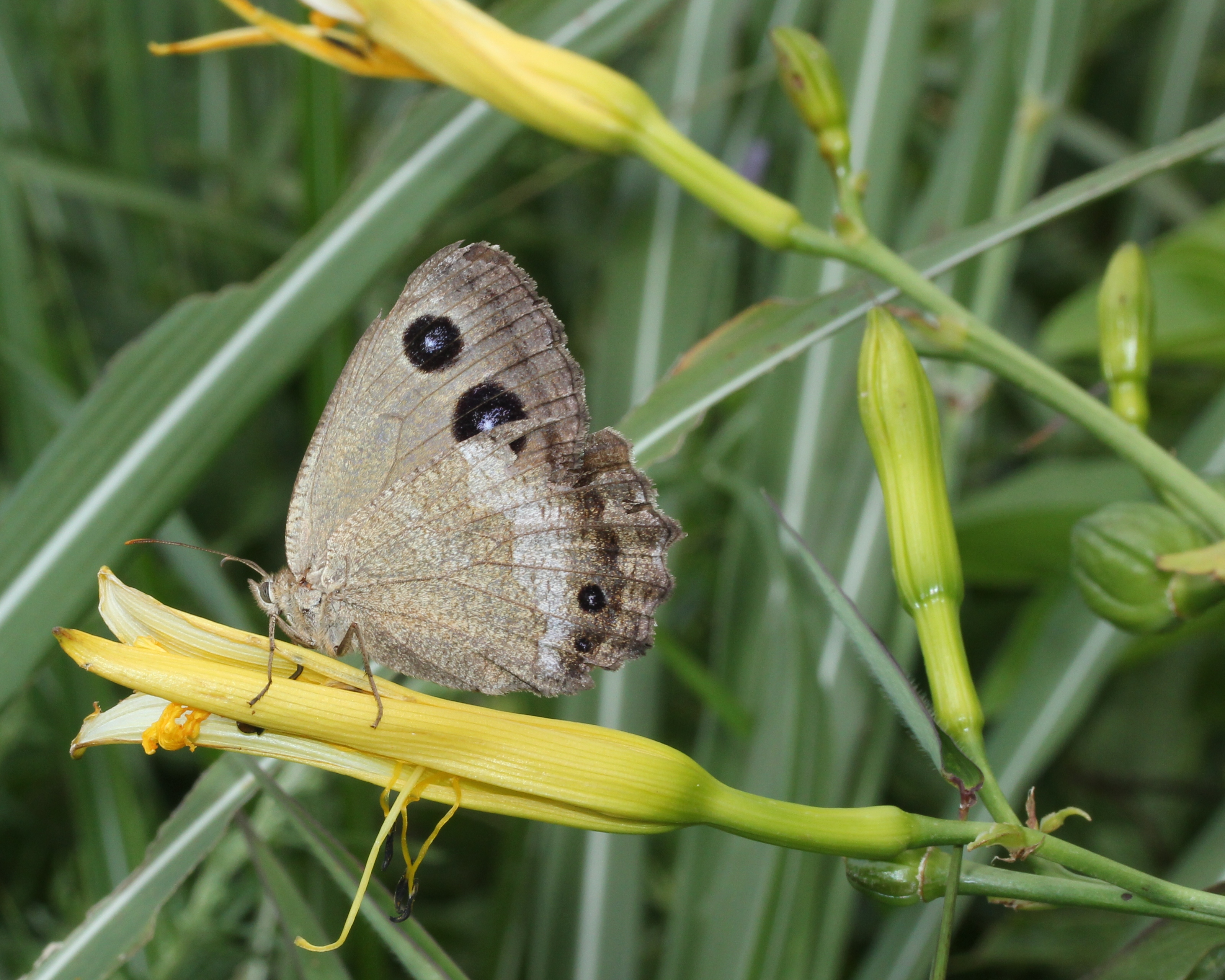
ユウスゲに留まるメス

## 分布
ユーラシア大陸の温帯域に広く分布する。
日本では、北海道、本州、四国、九州と対馬に分布する。市街地以外ではおおむねどのような環境でも見られる。